# Fraignot-et-Vesvrotte
Fraignot-et-Vesvrotte is een gemeente in het Franse departement Côte-d'Or (regio Bourgogne-Franche-Comté) en telt 70 inwoners (2009). De plaats maakt deel uit van het arrondissement Dijon.

## Geografie
De oppervlakte van Fraignot-et-Vesvrotte bedraagt 12,7 km², de bevolkingsdichtheid is dus 5,5 inwoners per km².
De onderstaande kaart toont de ligging van Fraignot-et-Vesvrotte met de belangrijkste infrastructuur en aangrenzende gemeenten.

## Demografie
Onderstaande figuur toont het verloop van het inwonertal (bron: INSEE-tellingen).